# Finská mytologie
Finská mytologie je mytologie Finů a jim velmi příbuzných národů, jako jsou například Karelové. Až do 18. století, kdy svůj slovník Mythologia Fennica vydal Christfried Ganander, se dochovávala prakticky pouze v ústním podání, a to s výjimkou zápisů Mikaela Agricoly v 16. století a Johanna Cajana sr. ve století 17.

## Charakteristika
Ve finské mytologii byl jako ve všech mytologiích světa silný vztah k přírodě a snad také silná magická tradice, pročež Finové, někdy v záměně za Laponce, byli považováni za velké kouzelníky. Důležitým motivem byl les, který pokrývá většinu území Finska, a mytická topografie byla jako u jiných arktických a subarktických národů orientována převážně severojižně. Ve finské mytologii se objevuje tedy lesní říše Tapiola a severní říše Pohjola. Jako asi v každé mytologii se v ní nalézá i říše mrtvých (zde Tuonela), kde vládne král Tuoni.
První záznamy o mytologii Finů a Karelců se nalézají v předmluvě k finskému překladu Žaltáře biskupa Mikeala Agricoly z roku 1551. Mnohem později přispěli další folkloristé, osvícenec Christfried Ganander a romantičtí folkloristé, z nichž nejznámější je Elias Lönnrot, tvůrce Kalevaly. Staré i novější folklorní sběry byly utříděné v antologii Suomen kansan vanhat runot (Staré básně finského lidu) vydávané ve 20. století po mnoho dekád ve 34 svazcích Společností pro finskou literaturu.

## Bohové
Kvůli pravděpodobné interpretatio Romana je těžké říct, jakou roli hrála v původní spiritualitě Finů božstva jako celek i božstva jednotlivá. Zdá se, že jejich role byla později zveličena a že se k nim nevázal žádný výrazný kult. Předmětem úcty spíše byla "nižší" božstva domácí, konkrétní přírodní fenomény, výrazné krajinné prvky apod. Mnozí se však i nadále snaží stejně jako staří křesťanští misionáři domnělý panteon bohů všech Finů popsat a hierarchizovat.
Nejvyšším bohem je Ukko, který vládne nebesům a je zodpovědný za počasí. Hrom byl jeho hlas a blesk jeho oštěp. Jeho manželka se jmenuje Rauni. Bohem vodstev je Ahti, jeho žena se jmenuje Vellamo. Bydlí spolu v Ahtole. Třetím nejdůležitějším bohem je bůh lesa Tapio, jenž žije spolu s manželkou Mielikki v Metsole, resp. Tapiole, kde stály i tři zámky – pokladnice. Zlaté klíče od nich nosí Mielikki na svém pase. Jejich děti se jmenují Nyyrikki, Tellervo a Tuulikki.
K méně důležitým bohům patří:
- Turisas – bůh války a současně vodní duch; podle Michaela Agricoly a Sigfrida Arona Forsiuse jeho jméno pravděpodobně pochází od germánského boha Týra neboli Thurisase
- Ilmari – bůh míru a pocestných
- Äkräs, jinak též Ägröi či Egres – bůh plodnosti, zeleniny, konopí a některých dalších plodin. V Karélii byl nazýván Pyhä Äkräs - Svatý Äkräs.